# Letheobia decorosus
Letheobia decorosus — вид змій родини сліпунів (Typhlopidae). Мешкає в Центральній Африці.

## Поширення і екологія
Letheobia decorosus мешкають в Камеруні, а також спостерігалися на заході Центральноафриканської Республіки. Вони живуть у вологих тропічних лісах і саванах, на висоті від 10 до 1175 м над рівнем моря.